# Henri Scoutetten
Raoul-Henri-Joseph oder Robert Joseph Henri Scoutetten (spr. Skuhtettang) (* 24. Juli 1799 in Lille oder Toulon; † 25. März 1871) war ein französischer Mediziner.

## Leben
Mit 17 Jahren trat er in die militärische Sanitätstruppe ein, wurde 1822 Adjutant, 1832 Major 2. Klasse, focht in Algerien und stieg 1842 zum Stabsarzt 1. Klasse auf.
Ab etwa 1830 wirkte er als Professor in Paris. 1840 wurde er Professor der Operativchirurgie, Oberwundarzt am militärischen Instructionshospital in Strasburg. Ab 1852 war er Chefarzt des Militärkrankenhauses in Metz. Nach seiner Teilnahme an der Krim-Kampagne (1854) erhielt er einen Orden der Ehrenlegion. 

## Ehrungen
Am 3. August 1833 wurde er zum Mitglied der Deutschen Akademie der Naturforscher Leopoldina gewählt.

## Veröffentlichungen (Auswahl)
- De l’eau sous le rapport hygiénique et médical, ou de l’hydrothérapie
- Exposé de la situation des officiers de santé militaires de l’armée française
- Des Devoirs et des droits des médecins
- Notice biographique et scientifique sur le professeur Schoenbein
- Recherches nouvelles pour démontrer que l’état électrique des eaux minérales est la cause principale de leur activité : Note présenté à l’Académie des Sciences et a l’Académie de Médecine de Paris
- De l’Amélioration et de la conservation des vins par l’électricité
- Cours de Phrénologie en vingt Leçons. Paris 1836
- Du Chloral, résumé de son histoire chimique et thérapeutique
- Recherches concernant l’absorption cutanée et bibliographie des ouvrages publics sur ce sujet
- Mémoire sur la cure radicale des pieds-bots. Paris 1838
- Ueber radicale Heilung der Klumpfüsse. Leipzig 1839
- De la Cure Radicale des Pieds-Bots. Metz 1857
- L’ozone ou recherches chimiques, météorologiques, physiologiques et médicales sur l’oxygène électrisé
- Die Ovalair-Methode, oder neues Verfahren, in den Gelenken zu amputieren
- Notice sur Madame Sturel, nee Marie-Octavie Paigne
- A medical and topographical history of the cholera morbus